# Villanueva de los Infantes (Kasztília-La Mancha)
Villanueva de los Infantes település Spanyolországban, Ciudad Real tartományban. Villanueva de los Infantes Montiel, Almedina, Cózar, Alcubillas és Fuenllana községekkel határos. Lakosainak száma 4785 fő (2024).

## Népesség
A település népessége az elmúlt években az alábbi módon változott:
| Lakosok száma | 5800 | 5834 | 5913 | 5806 | 5777 | 5498 | 5243 | 4935 | 4852 | 4785 |
|               | 2001 | 2004 | 2006 | 2009 | 2011 | 2014 | 2016 | 2019 | 2021 | 2024 |